# Crotalaria medicaginea
Crotalaria medicaginea là một loài thực vật có hoa trong họ Đậu. Loài này được Lam. miêu tả khoa học đầu tiên.

## Hình ảnh

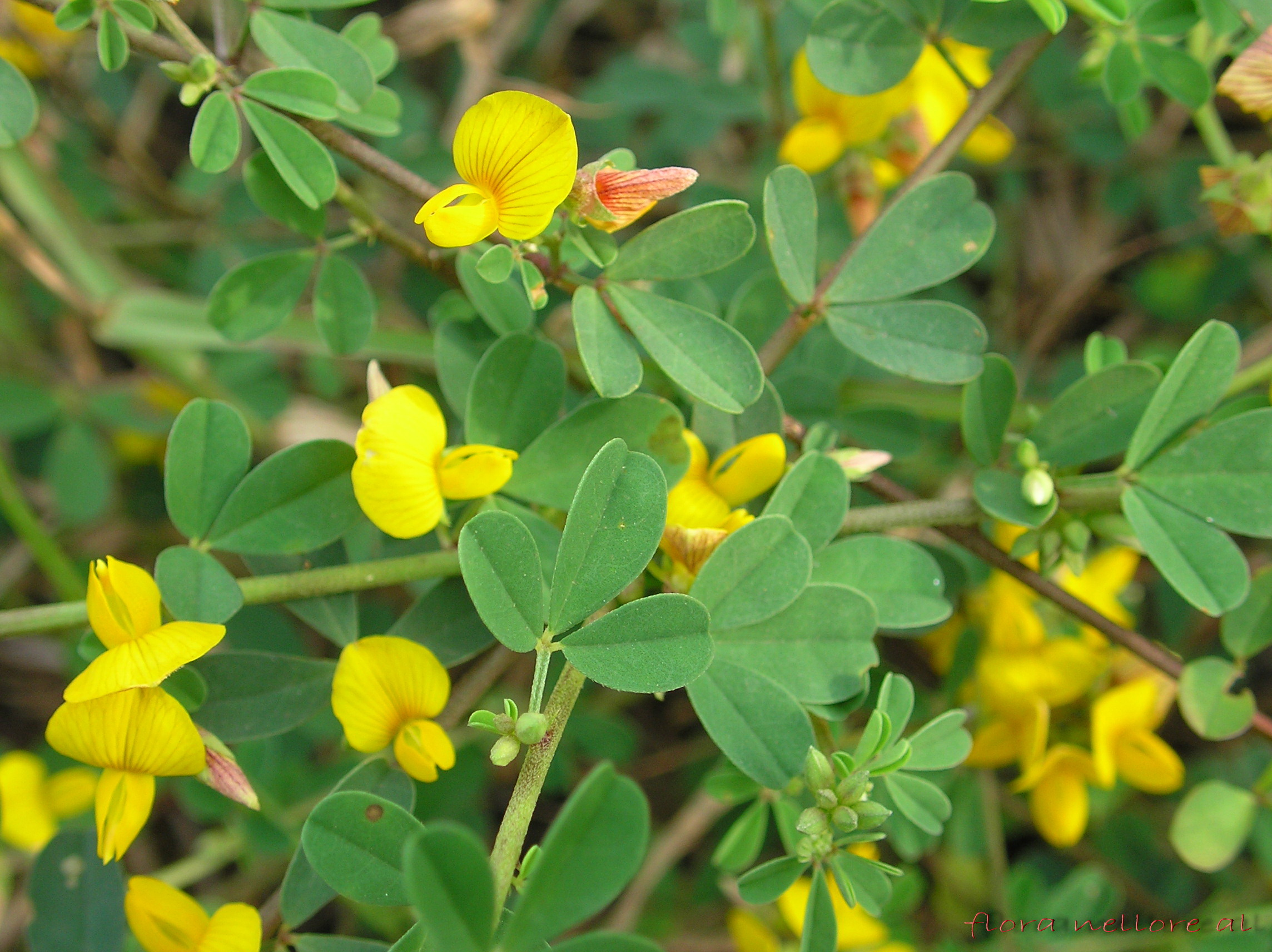